# Thaton District
Thaton District är ett distrikt i Myanmar.   Det ligger i regionen Monstaten, i den södra delen av landet, 300 km söder om huvudstaden Naypyidaw.